# 迪氏尖嘴麗魚
迪氏尖嘴麗魚，為輻鰭魚綱鱸形目隆頭魚亞目慈鯛科的其中一種。

## 分布
本魚分布非洲坦干伊喀湖。

## 特徵
本魚呈長圓筒型，體色為淺褐色，魚體上有三道非常清晰，且間距相等的黑色條紋，最下方一道在魚體中央，也有一些黑色條紋穿過前額。雌魚體型較雄魚大一些。體長可達11公分。

## 生態
本魚棲息在湖泊的岩石區，屬雜食性，以甲殼類、藻類等為食，性情溫和，採一夫一妻制，雌魚將卵產在岩石上。

## 經濟利用
為觀賞性魚類。